# Jambagi.(B.K.), Jamkhandi
Jambagi.(B.K.) là một làng thuộc tehsil Jamkhandi, huyện Bagalkot, bang Karnataka, Ấn Độ.